# Meenakshi Jain
 (septembre 2017).
Pour les articles homonymes, voir Jain.
Meenakshi Jain est une politologue et une historienne indienne qui s'inscrit dans le courant réformateur hindouiste. Son dernier livre, Rama et Ayodhya, donne le point de vue hindouiste de la controverse liée au temple de Rama à Ayodhya.

## Biographie
Meenakshi Jain est la fille du journaliste Girilal Jain, qui prendra[Quand ?] sa retraite en tant que rédacteur en chef du Times of India.
Elle a obtenu son doctorat en sciences politiques de l'Université de Delhi. Sa thèse sur la base sociale et les relations entre la caste et de la politique a été publié en 1991. Elle a travaillé comme chercheur au Nehru Memorial Museum and Library. Actuellement[Quand ?], elle est professeur d'histoire à Gargi College (en), affilié à l'Université de Delhi.
En décembre 2014, elle a été nommée membre du Conseil indien de la recherche historique par le gouvernement Narendra Modi.

## Œuvres
- Congress Party, 1967-77: Role of Caste in Indian Politics, Vikas, 1991
- Medieval India: A Textbook for Class XI, NCERT, 2002
- Rajah-Moonje Pact: Documents On A Forgotten Chapter Of Indian History, avec Devendra Svarupa, Low Price Publishers, 2007
- Parallel Pathways: Essays on Hindu-Muslim Relations, 1707-1857, Konark Publishers, 2010
- The India They Saw, co-édité avec Sandhya Jain, 4 Volumes, Prabhat Prakashan
- Rama and Ayodhya, Aryan Books International, 2013